# Dodecahema leptoceras
Dodecahema leptoceras là một loài thực vật có hoa trong họ Rau răm. Loài này được (A.Gray) Reveal & C.B.Hardham mô tả khoa học đầu tiên năm 1989.